# Cliona vermifera
Cliona vermifera är en svampdjursart som beskrevs av Hancock 1867. Cliona vermifera ingår i släktet Cliona och familjen borrsvampar. Inga underarter finns listade i Catalogue of Life.